# Gradus
Gradus (Latijn voor 'stap', mv. gradūs) is een Romeinse lengtemaat, ongeveer 0,74 meter. 1 gradus is 2½ pes, de Romeinse voet. 2 gradūs is 1 passus, de Romeinse pas. Een gradus wordt ook wel pes sestertius (tweeënhalve voet) genoemd, van Latijn pes 'voet', semis 'half' en tertius 'derde'. Het Latijnse woord sestertius is vergelijkbaar met het Middelnederlandse derdehalf, dat ook tweeënhalf betekent.

## Romeinse lengtematen
De meeste Romeinse lengtematen zijn gebaseerd op de pes, de Romeinse voet. De oorspronkelijk Griekse stadium en Keltische leuga werden door de Romeinen gestandariseerd op respectievelijk 625 en 7500 pedes.
| Romeinse maat | Nederlands     | Vergelijkbaar met | Lengte  |
| ------------- | -------------- | ----------------- | ------- |
| Digitus       | Vingerbreedte  |                   | 18,5 mm |
| Uncia         | Duimbreedte    | Duim              | 24,6 mm |
| Palmus minor  | Handbreedte    | Palm              | 74 mm   |
| Palmus major  | Handlengte     | Palm              | 222 mm  |
| Pes           | Voetlengte     | Voet              | 296 mm  |
| Cubit         | Onderarmlengte | El                | 444 mm  |
| Gradus        | Stap           |                   | 0,74 m  |
| Passus        | Pas            |                   | 1,48 m  |
| Pertica       | Paal           | Roede             | 2,96 m  |
| Actus         | Weg            |                   | 35,52 m |
| Stadium       | Baanlengte     |                   | 185 m   |
| Milia passuum | 1000 passen    | Mijl              | 1482 m  |
| Leuga         | 1,5 mijl       |                   | 2223 m  |